# Herthafließ
Das Herthafließ ist ein kleiner Bach südlich von Eberswalde und ein linker Zufluss der Schwärze. Es verläuft südwestlich des Eberswalder Tierparks und mündet nach 528 Metern Länge und ca. 17 ‰ Sohlgefälle bei 9 Metern Gefälle in die Schwärze. Die Herthaquelle besteht aus 7 Einzelquellen, die in einem Einschnitt im Sander des Eberswalder Urstromtals liegen.

## Geschichte
Bereits im 19. Jahrhundert war die Gegend um den Wasserfall Eberswalde (heutiger Tierpark) ein beliebtes Ausflugsziel, die Berlin-Stettiner Eisenbahn hatte bis 1945 dort einen Bahnhof, der auch von der Eberswalde-Finowfurter Eisenbahn befahren wurde. Nach 1842 kamen zunehmend Berliner Ausflügler zum Eberswalder Wasserfall, einer großen Gaststätte mit mehreren hundert Plätzen und zu Sängerfesten.  In der Gegend um den Wasserfall wurden Wanderwege angelegt, auch ein heute noch existierender um den Tierpark herum von Herthaquelle über Herthateich und Herthafall zur Schwärze und entlang dieser zur Zainhammer Mühle.

## Verlauf
Kurz nach der Quelle wird der Herthateich angestaut, unter einer Brücke ist ein kleiner gemauerter Staudamm. Der Herthafall ist heute nur noch deutlich unter einen Meter hoch, da von Bibern entlang des gesamten Bachverlaufs Dämme errichtet werden. Der Herthafall wurde 1898 mit einem Granitfindling beschriftet, der erhalten ist. Wie der Wasserfall im nahen Tierpark war die Fallhöhe ursprünglich etwa zwei Meter.

## Biologie
In der Herthaquelle wurde die Alpenplanarie gefunden. Das Tier kommt normalerweise in den Alpen und im hohen Norden vor und konnte sich während der Eiszeit in Europa weiter ausbreiten. Als das Klima wieder wärmer wurde, ist die Alpenplanarie fast überall wieder verschwunden, konnte aber im kühlen Quellwasser überdauern. Die Alpenplanarie kommt nur im Quellbereich vor, im weiteren Verlauf des Herthafließes fehlt sie. Der Fund ist sehr bedeutsam, vorher war sie im östlichen norddeutschen Tiefland nur von Kalkbächen des Jasmund-Nationalparks auf Rügen bekannt. Es handelt sich bei der Alpenplanarie um ein typisches Glazialrelikt.

## Bilder

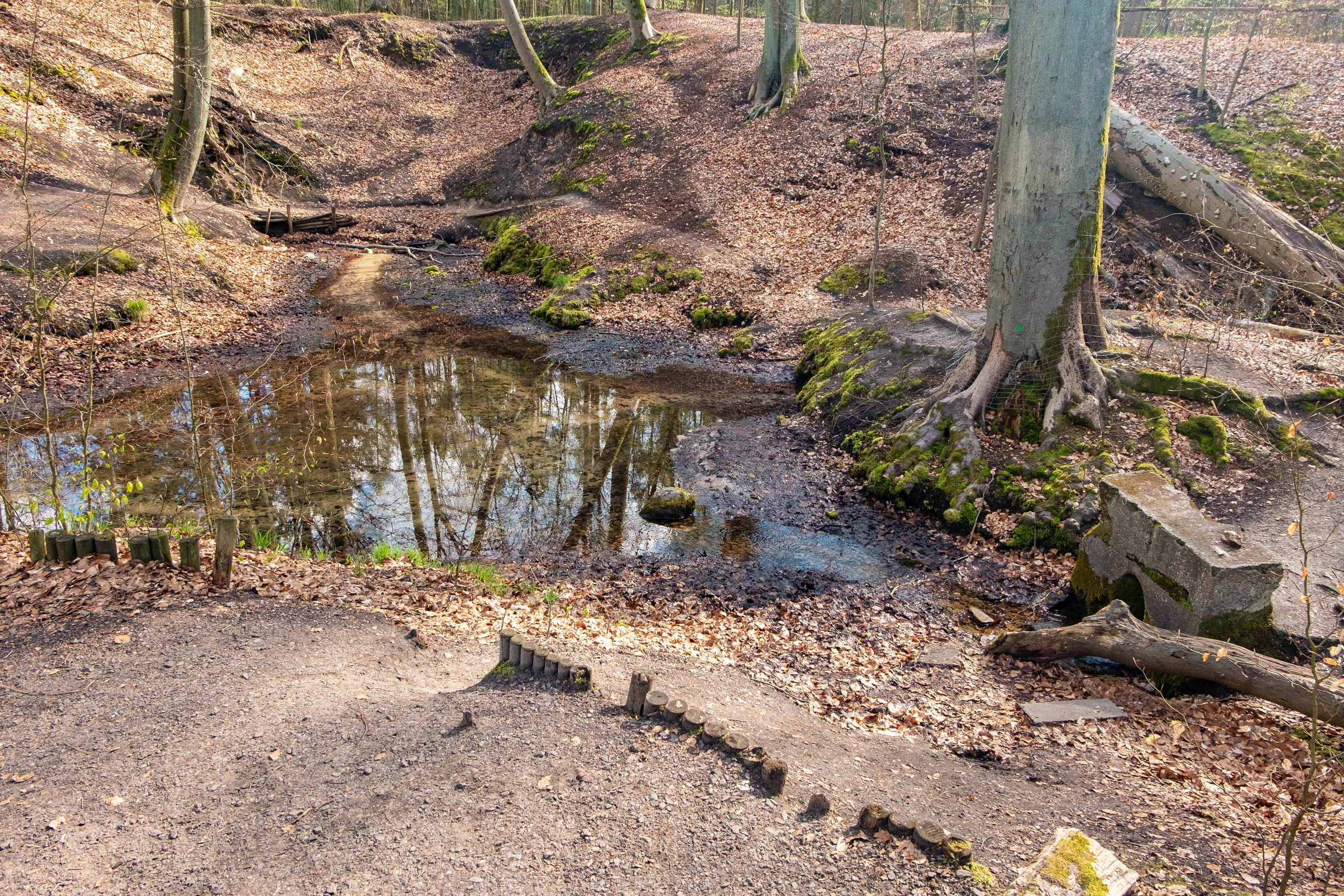
Herthaquellen
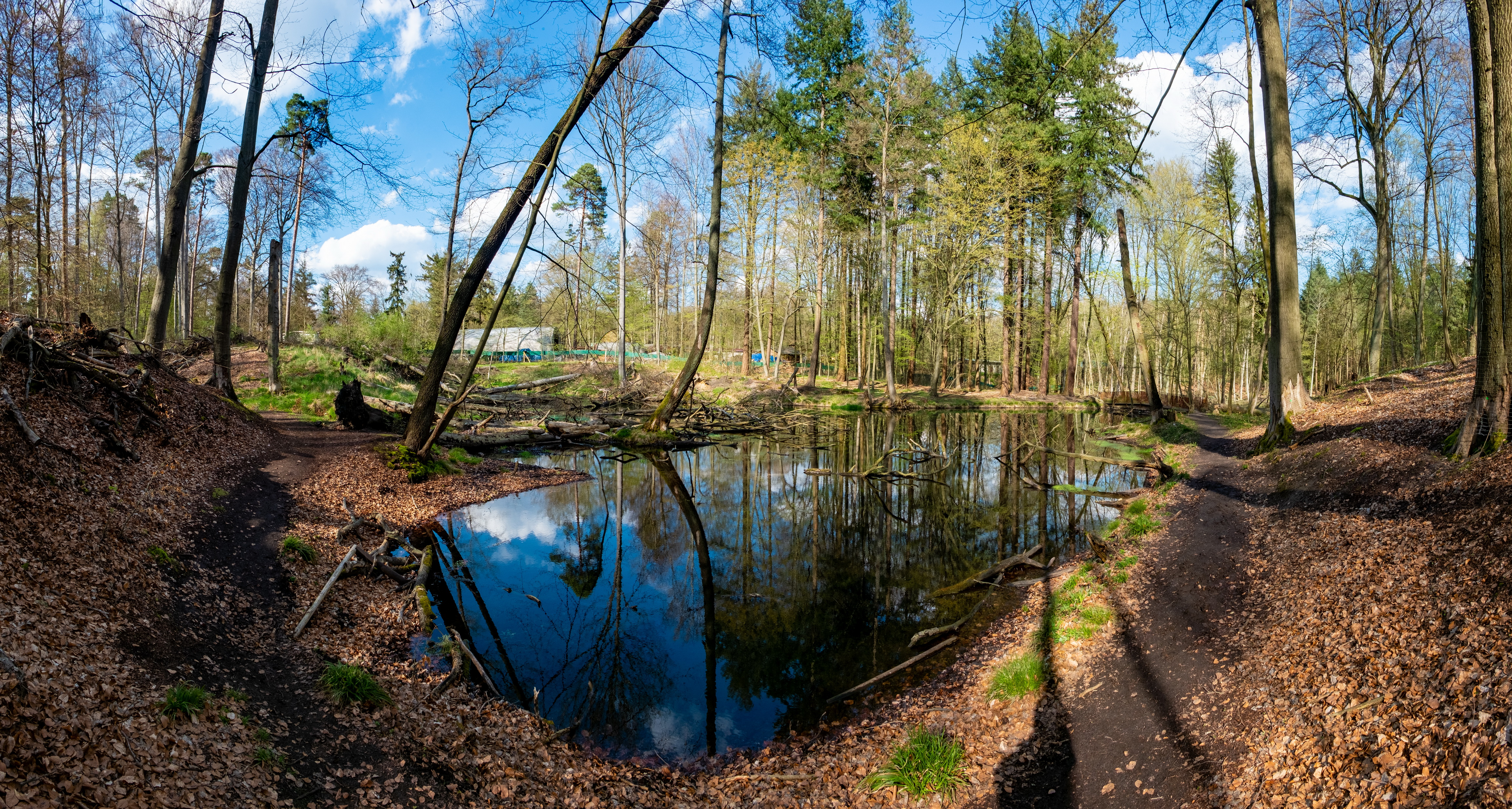
Herthateich
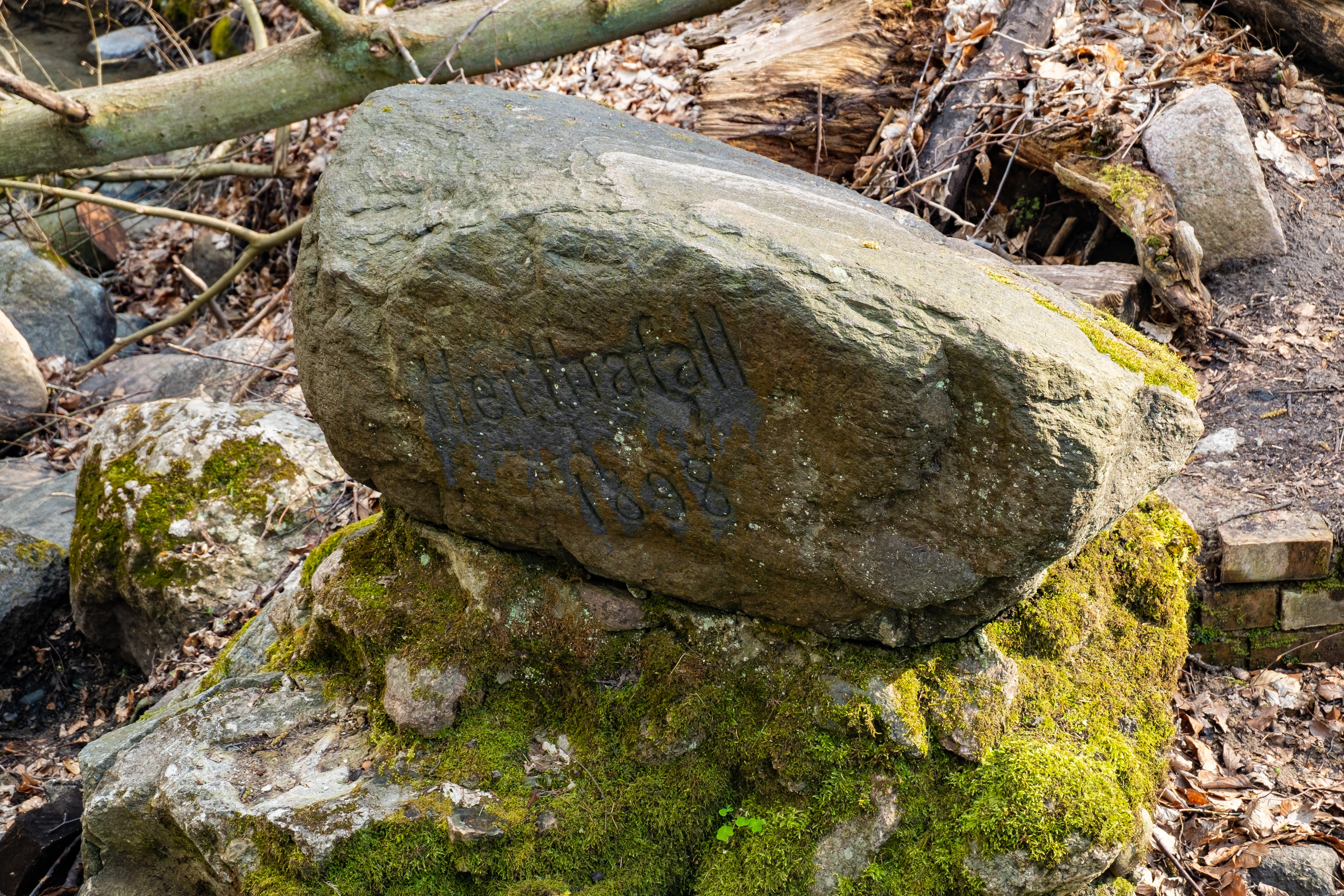
Beschriftungsstein Herthafall 1898
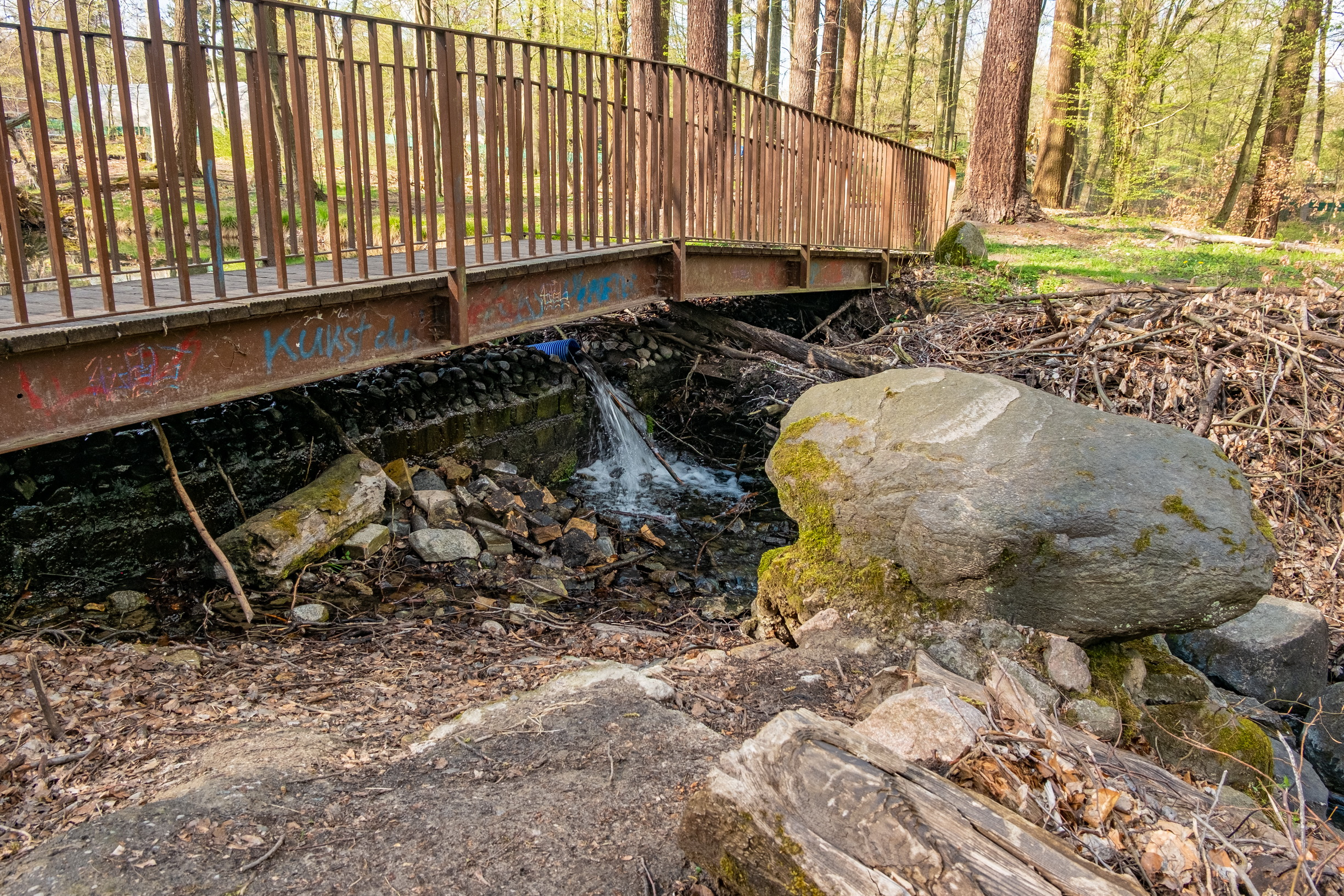
Herthafall
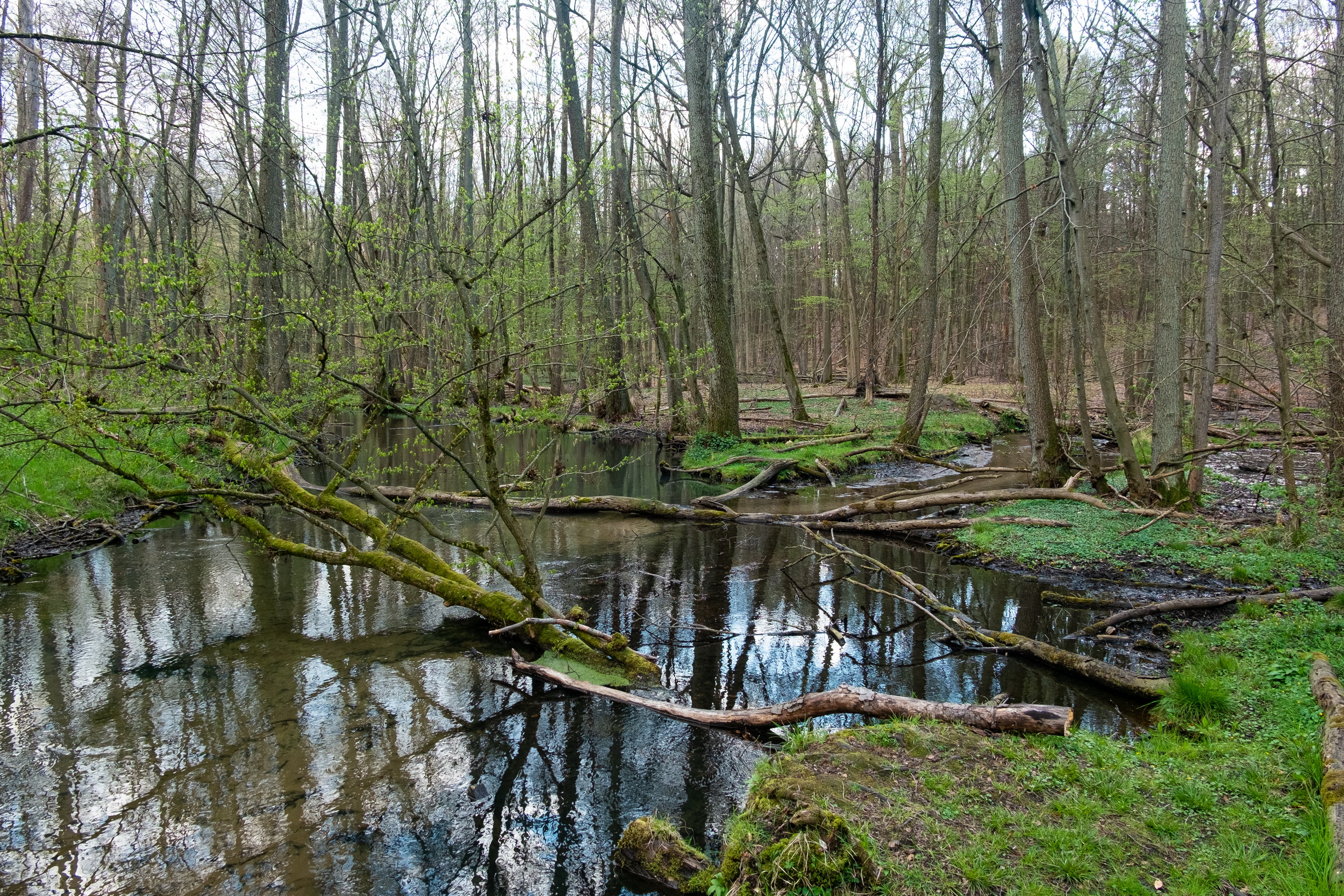
Mündung in die Schwärze